# Terpandrus
Terpandrus is een geslacht van rechtvleugeligen uit de familie sabelsprinkhanen (Tettigoniidae). De wetenschappelijke naam van dit geslacht is voor het eerst geldig gepubliceerd in 1874 door Stål.

## Soorten
Het geslacht Terpandrus omvat de volgende soorten:
- Terpandrus borral Rentz, 2001
- Terpandrus bundawoodgera Rentz, 2001
- Terpandrus burragah Rentz, 2001
- Terpandrus cabon Rentz, 2001
- Terpandrus calperum Rentz, 2001
- Terpandrus endota Rentz, 2001
- Terpandrus eucla Rentz, 2001
- Terpandrus horridus Burmeister, 1838
- Terpandrus illamurta Rentz, 2001
- Terpandrus itye Rentz, 2001
- Terpandrus jimiramira Rentz, 2001
- Terpandrus jumbunna Rentz, 2001
- Terpandrus moonga Rentz, 2001
- Terpandrus norabeetya Rentz, 2001
- Terpandrus paruna Rentz, 2001
- Terpandrus splendidus Hebard, 1922
- Terpandrus tauwa Rentz, 2001
- Terpandrus weema Rentz, 2001
- Terpandrus woodgeri Rentz, 2001